# Johann Questwicz
Johann (Hans) Questwicz war ein im 15. Jahrhundert lebender Dresdner Ratsherr und Bürgermeister.
Über das Leben von Questwicz ist wenig bekannt. Seine Vorfahren stammten wahrscheinlich aus dem Dorf Kaisitz bei Meißen, welches 1245 als Quaskewitz urkundlich erwähnt wurde.
1430 wurde Johannes Questwicz erstmals Mitglied des Rates und übernahm dort die Aufgaben des Baumeisters. Damit oblag ihm die Aufsicht über alle wichtigen städtischen Bauvorhaben sowie die Verwaltung der stadteigenen Gebäude, des Marstalls und der außerhalb der Stadtmauern gelegenen Ziegelscheune. 1439 wird er erstmals zum Bürgermeister gewählt, ebenso in den Jahren 1442 und 1445. Im Jahr 1448 übernahm er nach dem Tod des gewählten Hans Radeberg, der noch vor Antritt seines Amtes verstarb, die Aufgabe des regierenden Bürgermeisters. Erneut war Questwicz 1451 und 1454 Dresdner Bürgermeister. Im Folgejahr ist er letztmals unter den Ratsherren der Stadt genannt.